# مايك وليامز (ملحن)
مايك وليامز (بالهولندية: Mike Williams)‏ هو ملحن ومنتج أسطوانات ودي جيه هولندي، ولد في 27 نوفمبر 1996 في شمال برابنت في هولندا.

## وصلات خارجية
- الموقع الرسمي